# Tudità
Tudità (en llatí Tuditanus) era el cognomen d'una família plebea de la gens Semprònia. Segons Ateu Pretextat o "Ateu el Filòleg", el nom li va ser donat originalment a un Semproni perquè tenia el cap com un mall (en llatí tudes).
Alguns personatges destacat de la família van ser:
- Marc Semproni Tudità (cònsol 240 aC), cònsol el 240 aC.
- Publi Semproni Tudità, cònsol el 204 aC
- Gai Semproni Tudità (pretor), pretor el 197 aC
- Marc Semproni Tudità (cònsol 185 aC), tribú de la plebs el 193 aC i cònsol el 185 aC
- Gai Semproni Tudità (magistrat), magistrat romà.
- Gai Semproni Tudità (cònsol), cònsol el 129 aC